# Wilfrid Stinissen
Wilfrid Stinissen (ur. 10 stycznia 1927 w Antwerpii, zm. 30 listopada 2013 w Norraby) – belgijski karmelita bosy, doktor filozofii.
Pochodził z głęboko wierzącej rodziny. W wieku 16 lat wstąpił do karmelitów bosych w Brugii. W 1951 roku przyjął święcenia kapłańskie.
W 1958 roku obronił doktorat z filozofii na Katolickim Uniwersytecie w Lowanium (Leuven) z dzieła Arystotelesa pt. Etyka nikomachejska.
W 1967 roku wraz z trzema współbraćmi w Norraby, w Szwecji, utworzył nową fundację, a od 1981 roku był przeorem tamtejszej wspólnoty. Zajmował się przede wszystkim teologią duchowości karmelitańskiej oraz Modlitwą Jezusową.
Zmarł 30 listopada 2013 w Norraby po krótkiej chorobie.

## Twórczość
Na język polski przełożone zostały między innymi następujące prace:
- Wędrówka wewnętrzna śladem św. Teresy z Avili. W drodze, 1985, ISBN 83-7033-317-6.
- Droga modlitwy wewnętrznej. Wydawnictwo „M”, 1994, ISBN 978-83-86106-82-0.
- Chleb, który łamiemy. Hlondianum, 1995, ISBN 83-85203-20-6.
- Wieczność pośrodku czasu. W drodze, 1997, ISBN 837033-143-2.
- Imię Jezus jest w Tobie. O modlitwie nieustannej. W drodze, 1998, ISBN 83-7033-448-2.
- Ani joga, ani zen. Chrześcijańska medytacja głębi. W drodze, 2000, ISBN 83-7033-247-1.
- Słowo jest blisko Ciebie. W drodze, 2001, ISBN 83-7033-390-7.
- Terapia duchowa. W drodze, 2001, ISBN 83-7033-341-9.
- Ja nie umieram – wstępuję w życie. W drodze, 2002, ISBN 83-7033-441-5.
- Panie, naucz nas modlić się. Ku modlitwie milczenia. W drodze, 2003
- Noc jest mi światłem. Św. Jan od Krzyża na nowo odczytany. Wyd. Karmelitów Bosych, 2004, ISBN 83-7305-110-4.
- Słyszysz szum wiatru? W drodze, 2004, ISBN 83-7033-493-8.
- Spowiedź. Sakrament odpuszczenia grzechów. W drodze, 2010, ISBN 978-83-7033-735-3.
- Ukryci w miłości. Podręcznik życia karmelitańskiego. Wyd. Karmelitów Bosych, 2013, ISBN 978-83-7604-285-5.
- Młode wino. O owocach Ducha Świętego. W drodze, 2016, ISBN 978-83-7906-102-0.